# Iłowica Duża
Iłowica Duża (ukr. Велика Іловиця) – wieś na Ukrainie w rejonie krzemienieckim należącym do obwodu tarnopolskiego.